# Carl O. Petersen
För den svenska officeren, se Carl Petersén.
Carl Oscar Petersen, född 14 juli 1897 i Borre, död 10 november 1941, var en norsk telegrafist och radiooperatör.
Petersen deltog i Richard Byrds Antarktisexpedition 1928–1930 som radiooperatör. Han kom senare att delta även i Byrds andra Antarktisexpedition 1933–1935. Han var med som telegrafist vid Thor Solbergs första försöka att flyga över Atlanten från New York till Oslo 1932.